# Överflödiga människor
Överflödiga människor (originaltitel: Ressources humaines) är en fransk-brittisk dramafilm från 1999 i regi av Laurent Cantet. Den hade världspremiär vid filmfestivalen i San Sebastián den 22 september 1999 och svensk premiär den 6 oktober 2000 på Hagabion i Göteborg och Zita i Stockholm. Den är barntillåten i Sverige.

## Handling
Franck återvänder till sin hemort för att börja en provanställning på den fabrik där hans far arbetar. Han hittar ett brev till arbetsförmedlingen i avdelningschefens dator. I brevet framgår att Francks far ska sägas upp. Han förstår att han utnyttjas och hämnas genom att sätta upp brevet på fabrikens ytterdörr. Han får sparken och hjälper facket att starta en strejk, men föräldrarna är oförstående och han tvingas att göra upp med sin far.

## Rollista
- Jalil Lespert – Franck
- Jean-Claude Vallod – pappan
- Chantal Barré – mamman
- Véronique de Pandalaère – Sylvie
- Michel Begnez – Olivier
- Lucien Longueville – direktören
- Danielle Mélador – Daniella Arnoux
- Pascal Sémard – personalchefen
- Didier Emile-Woldermard - Alain
- Françoise Boutigny - Betty
- Félix Cantet - Félix
- Marie Cantet - Marie
- Stéphane Tauvel - Christian
- Jean François Garcia - François
- Gaëlle Amouret - Frédérique
- Marie-Laure Potel - François kompis

## Om filmen
Filmen är inspelad i Aubevoye, Bagnolet, Porcheville, Gaillon och Le Petit-Quevilly.

## Musik i filmen
- Quatuor N°13 en la mineur, komponerad av Franz Schubert, framförd av Melos Quartett
- Zip Jazz, skriven av Stéphane Joly och Xavier Escabasse

## Utmärkelser
- 1999 - Amiens internationella filmfestival - bästa skådespelare, Jalil Lespert
- 1999 - Amiens internationella filmfestival - OCIC-priset, Laurent Cantet
- 1999 - Amiens internationella filmfestival - staden Amiens pris, Laurent Cantet
- 1999 - Entrevues filmfestival - Stora priset, fransk film, Laurent Cantet
- 1999 - Internationella filmfestivalen i San Sebastián - bästa nya regissör, Laurent Cantet
- 1999 - Filmfestivalen i Thessaloniki - bästa manus, Laurent Cantet och Gilles Marchand
- 1999 - Turins internationella festival för ung film - CinemAvvenire Award, bästa första spelfilm, Laurent Cantet
- 1999 - Turins internationella festival för ung film - Cipputipriset, Laurent Cantet
- 1999 - Turins internationella festival för ung film - specialomnämnande, Jean-Claude Vallod
- 2000 - Buenos Aires internationella festival för oberoende film - publikens pris, Laurent Cantet
- 2000 - Buenos Aires internationella festival för oberoende film - bästa film, Laurent Cantet
- 2000 - European Film Awards - bästa debut, Laurent Cantet
- 2000 - Louis Delluc-priset - bästa debutfilm, Laurent Cantet
- 2000 - Seattles internationella filmfestival - specialpris från juryn, bästa nya regissör, Laurent Cantet
- 2001 - Césarpriset - bästa debut, Laurent Cantet
- 2001 - Césarpriset - mest lovande skådespelare, Jalil Lespert
- 2001 - Emdens internationella filmfestival - Deutscher Gewerkschaftsbunds pris, Laurent Cantet
- 2001 - Franska filmkritikerklubben - kritikerpriset, bästa debutfilm, Laurent Cantet
- 2001 - Lumierepriset - mest lovande unga skådespelare, Jalil Lespert